# Cantó de Gleizé
El cantó de Gleizé (en francès canton de Gleizé) és una divisió administrativa francesa del departament del Roine, situat al districte de Villefranche-sur-Saône. Té 15 municipis i el cap és Gleizé. Es creà el 2001.

## Municipis
- Arnas
- Blacé
- Denicé
- Gleizé
- Lacenas
- Le Perréon
- Limas
- Montmelas-Saint-Sorlin
- Rivolet
- Saint-Cyr-le-Chatoux
- Saint-Étienne-des-Oullières
- Saint-Georges-de-Reneins
- Saint-Julien
- Salles-Arbuissonnas-en-Beaujolais
- Vaux-en-Beaujolais

## Consellers generals i departamentals
| Data d'elecció | Identitat        | Partit           | Qualitat |
| -------------- | ---------------- | ---------------- | -------- |
| 2001-2004      | Élisabeth Lamure | RPR, després UMP |          |
| 2005-2015      | Michel Thien     | UMP              |          |

| Data d'elecció | Identitat     | Partit | Qualitat |
| -------------- | ------------- | ------ | -------- |
| 2015 -         | Sylvie Épinat | LR     |          |
| 2015 -         | Michel Thien  | LR     |          |

|}